# Enza
L'Enza (Incia in latino, Èinsa in dialetto reggiano, Énsa in dialetto parmigiano) è un torrente appenninico dell'Italia settentrionale, affluente di destra del Po. Nasce in territorio toscano nel comune di Comano e, a poche centinaia di metri dalla sorgente, forma il Lago Paduli in prossimità del passo del Lagastrello, appena a valle del quale entra in Emilia-Romagna prima dell'abitato di Rigoso, frazione del comune di Monchio delle Corti. Demarca il confine tra le province di Parma e Reggio Emilia dall'ingresso in Emilia-Romagna fin quasi in prossimità della foce, che è in provincia di Reggio Emilia. Storicamente il suo alto corso attraversa le Terre matildiche e la Valle dei Cavalieri.

## Corso del torrente

### Descrizione

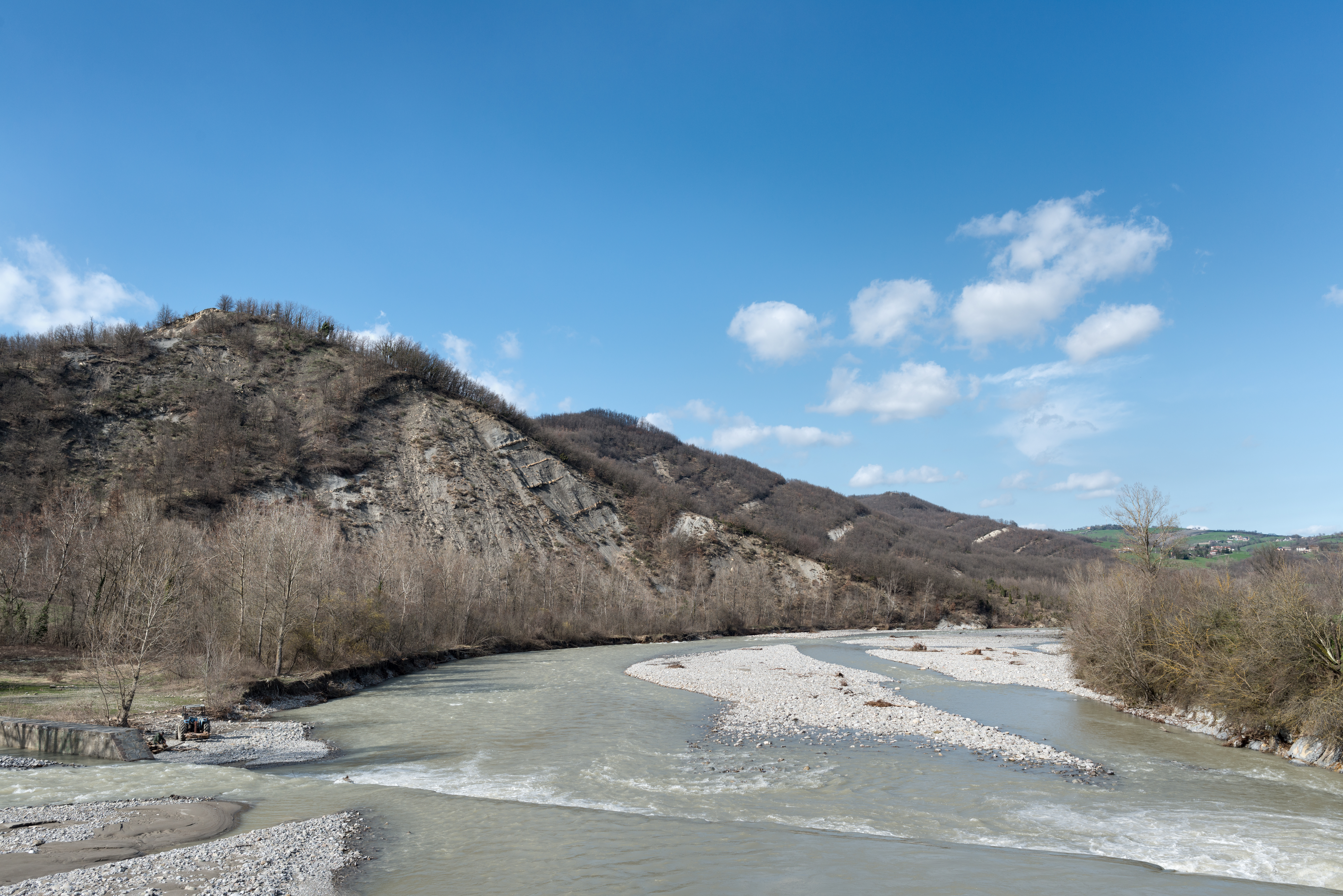
L'Enza all'altezza di Strada Cedogno

L'Enza nasce sul crinale dell'appennino tosco-emiliano fra il Monte Palerà (1425 m s.l.m.) e la sella del Monte Giogo, poco distante dall'Alpe di Succiso, nel comune di Comano in Toscana.

La sua lunghezza è di 112 km; il primissimo tratto scorre all'interno di una fitta faggeta e, a poche centinaia di metri dalle sorgenti, il torrente sbuca in una radura per immettersi nel lago Paduli (1157 m s.l.m.) in provincia di Massa-Carrara, in prossimità del Passo del Lagastrello. Poco a valle dello sbarramento artificiale del Lago, il torrente entra in Emilia-Romagna segnando quasi per la sua interezza il confine fra le province di Parma e Reggio Emilia.
Entrato in Emilia il torrente riceve il contributo di rii minori quasi omonimi, Canalaccio dal reggiano e Canalazzo proveniente dall'abitato di Rigoso; a valle della confluenza riceve numerosi apporti in sinistra: rio dei Dossi, della Fratta e Sanguinara, quindi, in prossimità della frazione di Cecciola del comune di Ventasso, riceve il primo affluente di una certa consistenza: il torrente Liocca proveniente dall'Alpe di Succiso, in territorio reggiano.
Dopo la confluenza del Liocca il letto si fa più ampio e ciottoloso. Sempre in destra riceve il rio Triago, il rio d'Orio e della Piazza per ricevere poi all'altezza della località il Palazzo nel comune di Palanzano in sinistra il suo affluente principale, proveniente dal Monte Sillara: la Cedra che, con i suoi 5 m³/s, può essere considerato un torrente gemello alla confluenza, stante la portata quasi identica.
Dopo aver ricevuto il Bardana in sinistra, il letto si fa molto ampio e, poco prima dell'abitato di Vetto, riceve il principale affluente di destra: la Lonza. A valle di Vetto, dopo aver ricevuto i contributi del rio delle Chiastre in sinistra e del Tassobbio a destra, l'Enza bagna Ciano prima e San Polo d'Enza poi, quindi ricevuti in rapida successione il torrente Termina e il Masdone, quest'ultimo all'altezza di Tortiano, entrambi provenienti dal parmense, l'Enza giunge a Montecchio, ormai in piena pianura. All'altezza di Montecchio, ma in territorio parmense, sono state costruite sul torrente delle casse di espansione o laminazione per contenere i colmi di piena nel basso corso dell'Enza.
Il letto comincia man mano a restringersi sino all'intersezione della via Emilia che avviene a Sant'Ilario d'Enza; da qui l'Enza prende a scorrere incanalato tra foreste ripariali di salici, lambendo Casaltone e giungendo a Sorbolo dove è attraversato dalla statale 62 della Cisa.
Bagnati Lentigione e Coenzo, l'Enza entra nella golena del Po passando accanto alla località parmense di Bocca d'Enza, quindi, dopo aver raggiunto la località nella quale il torrente Parma si univa nell'Enza sino al 1870 e nel quale ora confluisce la Parma Morta, il torrente entra totalmente nel territorio di Reggio Emilia confluendo nel Po nei pressi di Brescello.

### Morfologia
Principalmente il corso del torrente si divide in due zone nettamente distinte, sia fisicamente che storicamente, individuando due tronconi che vengono comunemente detti Alta Val d'Enza e (bassa) Val d'Enza; la prima parte si sviluppa dal bacino del Lagastrello e si incunea tortuosamente tra le rocce e le foreste dell'Appennino, mentre la seconda parte si dipana nel versante meridionale della pianura Padana.
Nel tratto più alto il torrente Enza insieme alla Cedra (suo affluente) è interessato da alcuni impianti per la produzione di energia elettrica, tutti di proprietà di Enel Produzione S.p.A., che attraverso gli sbarramenti di Paduli e Lago Ballano producono energia nelle centrali di Rigoso, Rimagna, Isola Palanzano e Selvanizza per circa 70 milioni di kWh annui di energia pulita.

### Evoluzione dell'alveo nel corso dei secoli
Storicamente esisteva, fino al Medioevo, un ramo orientale del fiume, la cui esistenza spiega il fatto per cui vari centri a occidente di Reggio Emilia, e da tempo parte della sua provincia, fossero controllati da Parma o posti al di sotto della sua diocesi ecclesiastica. Il tracciato fu poi in parte impiegato dai vari canali irrigui della zona a sud.ovest del capoluogo.

#### Parma Morta
La Parma Morta è un alveo abbandonato del torrente Parma che fino al secolo XIX sboccava nel tratto terminale dell’Enza.

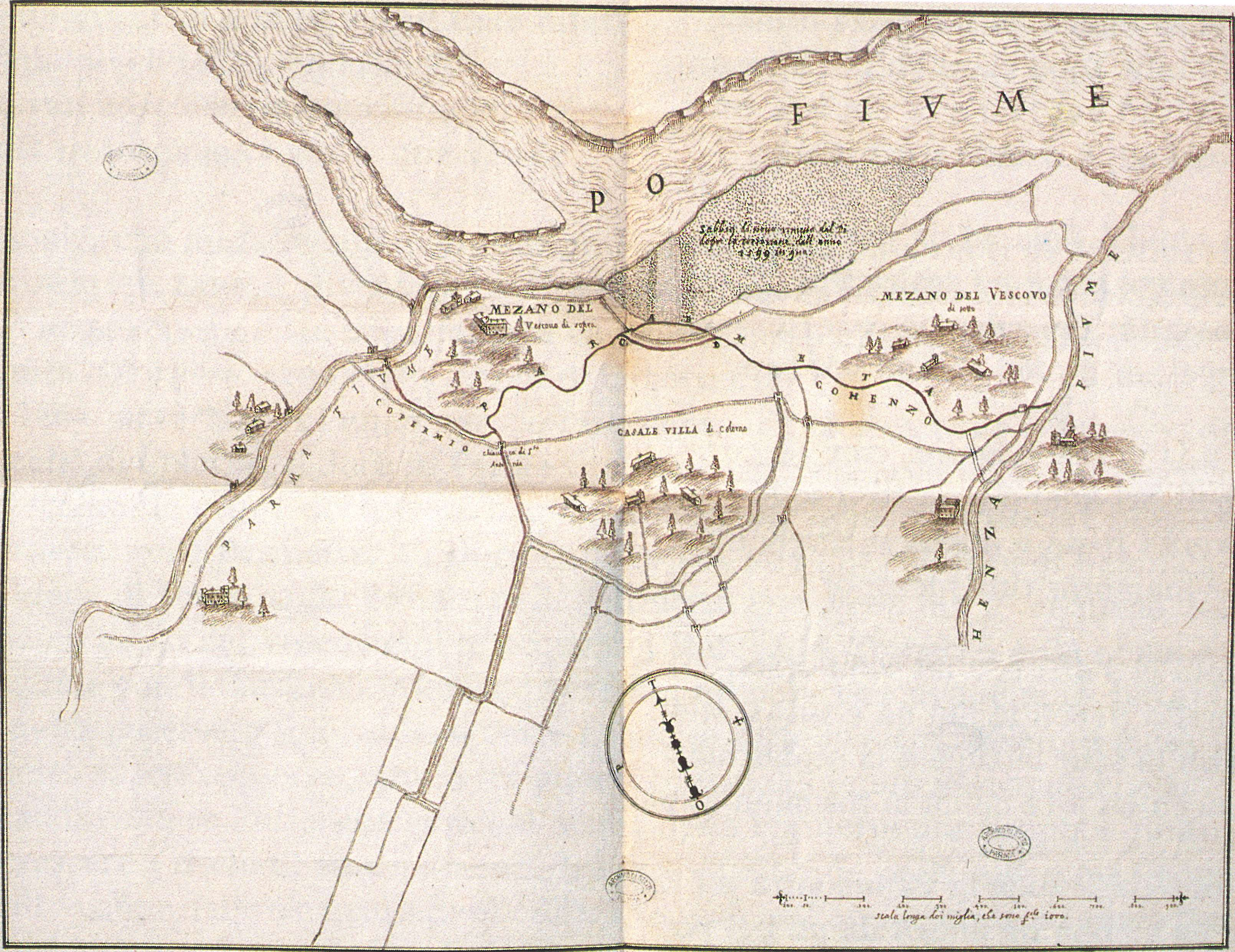
Carta del XVII secolo in cui Enza e Parma confluiscono separatamente in Po

Fino al 1600 i torrenti Enza e Parma confluivano separatamente nel fiume Po. Nel secolo XVII tuttavia il corso d’acqua principale iniziò a spostarsi progressivamente verso la sponda lombarda e a formare isole nuove isole o giare di fronte allo sbocco della Parma. Il successivo collegamento di queste isole alla riva parmense costrinse la Parma a sboccare nell'Enza incanalandosi nell’alveo abbandonato del Po.

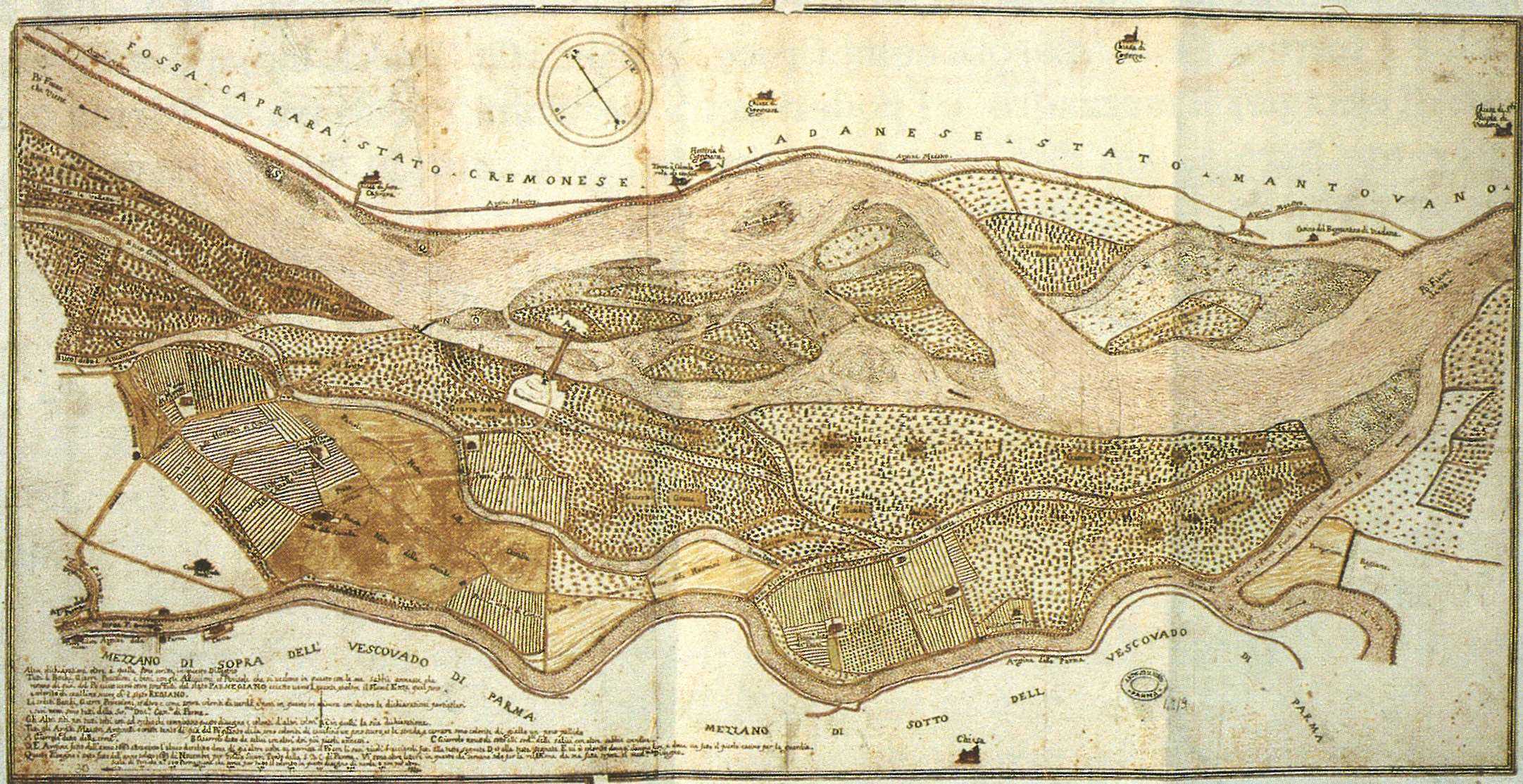
Carta del 1683 in cui Enza e Parma confluiscono congiuntamente in Po

Tra il 1845 e il 1850 per effetto delle mutate correnti del fiume, la riva destra del Po si avvicinò sempre più all'alveo della Parma. In pochi anni il torrente tornò a sboccare direttamente in Po. Non è documentato né l’anno in cui ciò avvenne né se si trattò solo di un processo naturale legato all'erosione della sponda o se fu velocizzato con una deviazione artificiale. A partire dal 1884 le carte iniziano a riportare la configurazione attuale.
A seguito della mutazione del corso rimase un tratto stagnante lungo circa 5 km lungo l'antico letto ancora comunicante con l’Enza di cui può essere considerato l’ultimo tributario della sponda sinistra. L'area, nota come la Parma Morta, è così diventata un'area umida d'interesse naturalistico, dove nel 1990 è sorta la Riserva naturale orientata della Parma Morta.
Le acque che ristagnano in questo ramo di torrente non più attivo sono quelle dell'Enza che risalgono fino all'altezza della località Parmetta, a circa mezzo chilometro dall'attuale corso della Parma. Quest'area ha ancor oggi la funzione di cassa di espansione per le piene del canale la Parmetta.
Il sito di interesse comunitario e zona di protezione speciale denominato la Parma Morta (IT4020025) comprende la riserva naturale orientata della Parma Morta, la foce della Parma e un'ansa dell'Enza, per un'area complessiva di 601 ettari.

## Affluenti
I principali affluenti di destra sono:
- torrente Liocca;
- torrente Andrella;
- rio Alpicella;
- rio Triago;
- torrente Lonza;
- torrente Tassobbio;
- rio Cerezzola.

I principali affluenti di sinistra sono:
- torrente Cedra, il più importante (nel punto di confluenza i due corsi d'acqua hanno una portata sostanzialmente identica);
- torrente Bardea;
- torrente Termina;
- torrente Masdone.[5]

In pianura l'Enza riceve contributi da alcuni canali tra cui a sinistra:

L'Enza dal ponte della S.P. 99 tra Canossa e Neviano degli Arduini

- Gambalone Vivo
- Fumolenta
- Canalazzo Terrieri
- Parmetta
- Parma Morta

Canali affluenti di destra: 
- canalazzo di Brescello

## Regime
Da corso d'acqua appenninico l'Enza risente pesantemente delle precipitazioni con turbinose piene autunnali (anche ben superiori ai 1 000 m³/s) e pesantissime magre estive e nel basso corso può anche rimanere in secca, anche per effetto delle captazioni d'acqua per uso irriguo. Durante la primavera riceve però un sostanziale contributo di scioglimento delle nevi appenniniche. Lungo 93 km, fornisce al Po una media di circa 12 m³/s da un bacino imbrifero di 890 km². È simile alla Parma, lunga 92 km, che ha una portata media di 11,3 m³/s e un bacino di 815 km².

## Fenomeni alluvionali

### Alluvione del 1972
Nel 1972, a causa di intense precipitazioni nella zona di crinale che raggiunsero i 400 mm di pioggia fra il Lago Paduli e l'Alpe di Succiso, si creò un'onda di piena misurata all'idrometro di Sorbolo in 12,20 m. Il torrente tracimò nella zona di Casaltone e di Fiesso, frazione di Gattatico, provocando l'allagamento di 5,15 km² nel parmense e di 18 km² nel reggiano.

### Alluvione del 2017
Nel 2017, dopo due giorni di fortissime precipitazioni su tutta l'area di crinale che hanno messo in alta criticità i livelli dei fiumi del reggiano e del parmense, l'Enza all'idrometro di Sorbolo ha prima raggiunto e poi superato il dato storico del 1972 fermandosi con il colmo di piena a 12,47 m.
A causa dell'elevatissima pressione idraulica si sono create tre brecce arginali in destra idraulica all'altezza dell'abitato di Lentigione, frazione del Comune di Brescello. La frazione è stata allagata e le persone sono state evacuate, mentre le acque dell'Enza sono arrivate oltre la ferrovia Parma-Suzzara e oltre la statale 62 della Cisa imponendo la chiusura di entrambe. Oltre al centro abitato di Lentigione è stato colpito dalle acque un polo industriale che annovera diverse aziende.

## Sport
Il tratto medio-alto dell'Enza è frequentato dagli appassionati di rafting, canoa e kayak.